# Odile Versois
Odile Versois född 14 maj 1930 i Paris Frankrike död 23 juni 1980 i Paris, fransk skådespelare. Hon är syster till Marina Vlady, Olga Baïdar-Poliakoff  och Hélène Vallier.

## Filmografi
- 1949 - Fantomens hämnde
- 1952 - Het sand
- 1952 – Cartouche - mästertjuven
- 1953 - Drabbad av kärlek
- 1953 – På galej i Boulogne
- 1954 - Förbjudna timmar
- 1955 - Kärlek i Paris
- 1955 - Stilettmordet
- 1956 - Fartens våghalsar
- 1958 - Rent hus
- 1958 - Famntag i natten
- 1960 - La Dragée haute
- 1968 – Å ett sånt härligt sex
- 1975 - Stationschef Fallmerayer
- 1977 - Le Crabe-tambour